# Druga sofistyka
Druga sofistyka – nurt intelektualny i literacki w kulturze i literaturze greckiej okresu cesarstwa rzymskiego zakładający odnowę dialektu attyckiego, którym posługiwali się ateńczycy przełomu V i IV w. p.n.e., powrót do zainteresowań filozoficzno-lingwistycznych pierwszych sofistów i naśladowanie uczoności poetów aleksandryjskich. Początek drugiej sofistyki przypada na drugą połowę I wieku. Jej koniec część badaczy wyznacza na początek III wieku, część na początek V wieku.

## Geneza
Poglądy na genezę drugiej sofistyki są rozbieżne. Według jednych uczonych była ona reakcją na podbój Grecji przez Rzym i wyrazem oporu przeciw okupacji, a zarazem tęsknoty za wielką przeszłością. Przedstawiciele drugiej sofistyki dążyli do przywrócenia czystego dialektu attyckiego, dawnej liturgii, czci bogów i herosów homeryckich. Dokumentowali dorobek przeszłości jak Plutarch, ukazując, że Grecy nie są gorsi od Rzymian. Za najważniejsze dziedzictwo Grecji uważali filozofię, etyczną i religijną mądrość życiową i biegłość w różnych kunsztach, które określali terminem sophia. Jej przedstawiciele (sophoi) stawali się wszechstronnymi znawcami ogromnego dziedzictwa kultury greckiej i przekazywali je w dziełach nawet tak błahych jak pochwała muchy czy łysiny. Radykalni przedstawiciele drugiej sofistyki postulowali ponadto attycyzm w sposobie ubierania się, odżywiania i korzystania ze sprzętów.
Zdaniem innych uczonych drugą sofistykę zrodziło zauroczenie Rzymian kulturą grecką i ogólne upodobanie władców oraz poddanych do tego, co dawne. Mit o greckich początkach Rzymu krzewił Oktawian August. Zainteresowanie grecką przeszłością przejawiali, wśród cesarzy: Neron, Hadrian i Marek Aureliusz. Obywatele rzymscy byli ciekawi historii i geografii wszystkich krain imperium, stąd rozkwit w tym okresie historiografii łacińskiej (Tacyt, Pliniusz Starszy, Swetoniusz) i greckiej (Appian, Arrian, Plutarch). Zarówno Grecy jak i Rzymianie tęsknili za dawnymi swobodami demokratycznymi oraz dawną libertas. Kolekcjonowano i kopiowano greckie dzieła sztuki, archaizowano inskrypcje, uprawiano turystykę do greckiej części Cesarstwa. Zdaniem tych uczonych druga sofistyka była ruchem literackim o zasięgu imperialnym, nastawionym na to, by zabawić publiczność. Stanowiła też narzędzie władz rzymskich, mające scalić duchowo i kulturalnie imperium.

## Charakterystyka
Program literacki drugiej sofistyki zakładał wypełnianie dzieł elementami erudycyjnymi. Nawet jeśli temat utworu był błahy, miał odwoływać się do wiedzy historycznej, literackiej, do obyczajów, obrzędów, dzieł sztuki. Sofiści naśladowali w tym względzie uczonych poetów aleksandryjskich, nie pisali jednak poezji, lecz prozę i to głównie retoryczną. W sprawach języka głosili powrót do dialektu attyckiego, jakim posługiwali się najwybitniejsi prozaicy greccy okresu klasycznego, i to zarówno gdy chodzi o składnię, jak i leksykę. Odnowa klasycznego języka ateńczyków zbliżyła ich do sofistów V i IV wieku przed Chr. i ich zainteresowań filozoficzno-lingwistycznych. Ulubioną formą wyrazu była dla nich wypowiedź w drugiej osobie liczby pojedynczej, wyżywali się w dialogu, listach, opisach i opowiadaniach adresowanych do innej osoby. Uważali bowiem, że każda wypowiedź powinna mieć swego odbiorcę. 
Kolebką drugiej sofistyki stały się w drugiej połowie I wieku n.e. bogate miasta anatolijskie, położone w dolinie Meandru: Efez, Tralles, Smyrna, Laodycea, Hierapolis, Apamea, a także Pergamon, Sardes, Thyatejra i Filadelfia. Za Herodesa Attyka centrum intelektualne drugiej sofistyki przesunęło się do Aten. Z czasem wpływ intelektualny sofistów rozszerzył się na całe imperium. Ich pozycję podnosił fakt, że byli najlepiej wykształconymi ludźmi swojej epoki. Świadomi tego faktu cesarze fundowali dla nich katedry profesorskie i powoływali ich na wysokie urzędy państwowe. Koniec drugiej sofistyki jest różnie wyznaczany przez badaczy. Zdaniem części z nich wygasła ona w połowie III wieku, wraz z dynastią Sewerów, wedle innych trwała nieprzerwanie do początków V wieku. Ogółem doliczono się 281 reprezentantów tego nurtu.

## Główni przedstawiciele drugiej sofistyki
Wśród pierwszych przedstawicieli drugiej sofistyki można wymienić:
- Diona z Prusy (najwybitniejszego)
- Niketasa ze Smyrny
- Izajosa z Syrii
- Skopeliana z Klazomenaj.

Za panowania cesarzy Trajana i Hadriana sofiści doszli do wielkiego znaczenia i popularności. Działali wówczas:
- Antoniusz Polemon z Laodycei (cieszący się wielką sławą improwizator)
- Favorinus z Arelate
- Dionizjusz z Miletu
- Lollianus z Efezu
- Marek z Bizancjum.

Lata panowania Antonina i Marka Aureliusza to okres działalności:
- Lucjana z Samosat (najsławniejszego z sofistów)
- Herodesa Attyka, mówcy i wychowawcy kilku pokoleń wybitnych sofistów
- Eliusza Arystydesa
- Aleksandra Poleplatona z Seleucji
- Filagera z Cylicji
- Teodota z Aten.

Kolejne pokolenie sofistów tworzyli, działający za Sewerów, wychowankowie Herodesa Attyka:
- Flawiusz Filostrat
- Ptolemeusz z Naukratis (mistrz improwizacji)
- Herklejdes z Licji
- Hadrian z Tyru
- Apollonios z Naukratis
- Aspazjusz z Rawenny
- Ewodianus ze Smyrny
- Polluks z Naukratis[5].

Do twórców sofistyki piszących w IV i na początku V wieku zalicza się:
- Eunapiusza
- Himeriusza
- Temistiusza
- Libaniusza
- Synezjusza z Cyreny[6].

Z drugą sofistyką jest też związana twórczość autorów romansu sofistycznego:
- Charitona
- Ksenofonta z Efezu
- Jamblicha
- Longosa
- Heliodora z Emezy[7].

## Nowi sofiści
Sofiści epoki cesarstwa rzymskiego kształcili się w szkołach retorycznych. Zdolniejsi spośród uczniów kontynuowali następnie studia nad dziełami autorów greckich. Za kształcenie trzeba było płacić. Tylko w Rzymie i w Atenach szkoły były utrzymywane przez państwo. Zamożniejsi uczniowie przenosili się ze szkoły do szkoły, szukając sławniejszych mistrzów. Za najlepsze uważano ośrodki w Atenach, Smyrnie, Efezie i Milecie. Nauka obejmowała tachygrafię (sztukę szybkiego pisania), prawo i nade wszystko lekturę dawnych autorów: historyków, mówców, tragików i poetów, głównie Homera. Zapamiętanie materiału dawało możliwość popisywania się swą wiedzą w wystąpieniach publicznych i pismach.
Uczeń zdobywał biegłość w sztuce retorycznej wygłaszając przed nauczycielem i kolegami ćwiczenia przygotowawcze (progymnásmata). Tematem ćwiczenia mógł być opis postaci (enthopoíja), opowiedzenie bajki (mýthos), przedstawienie fragmentu dzieła literackiego (diégema), opis dzieła sztuki lub krajobrazu (ékphrasis), pochwała (enkómion) lub nagana (psógos), sentencja etyczna ilustrowana przykładem (chreía), uprawdopodobnienie jakiegoś faktu (kataskené) lub jego zdezawuowanie (anaskené). Niektóre z tych form jak pochwała czy ekfraza stały się z czasem samodzielnymi gatunkami literackimi. Najczęściej mowa nie miała związku z bezpośrednio otaczającą rzeczywistością. Nawiązywała do dawnych wydarzeń lub była całkiem fikcyjna. Publiczność też chętniej słuchała fikcyjnych deklamacji niż mów politycznych, które w rządzonym przez cesarza państwie nie miały wielkiego wpływu na życie publiczne.